# Кокал (пьеса)
«Кокал» (др.-греч. Κώκαλος) — комедия древнегреческого драматурга Аристофана, которую относят к позднему периоду творчества этого автора. Текст пьесы практически полностью утрачен. Сохранился только ряд коротких фрагментов, процитированных более поздними античными и средневековыми авторами (фрг. 265—271).
Заглавный герой комедии — персонаж мифа, сицилийский царь, давший убежище Дедалу. По словам антиковеда В. Ярхо, «Кокал» «свидетельствует о преобладании в поздней аристофановской комедии мифологического травести».